# Biserica de lemn din Petrindu

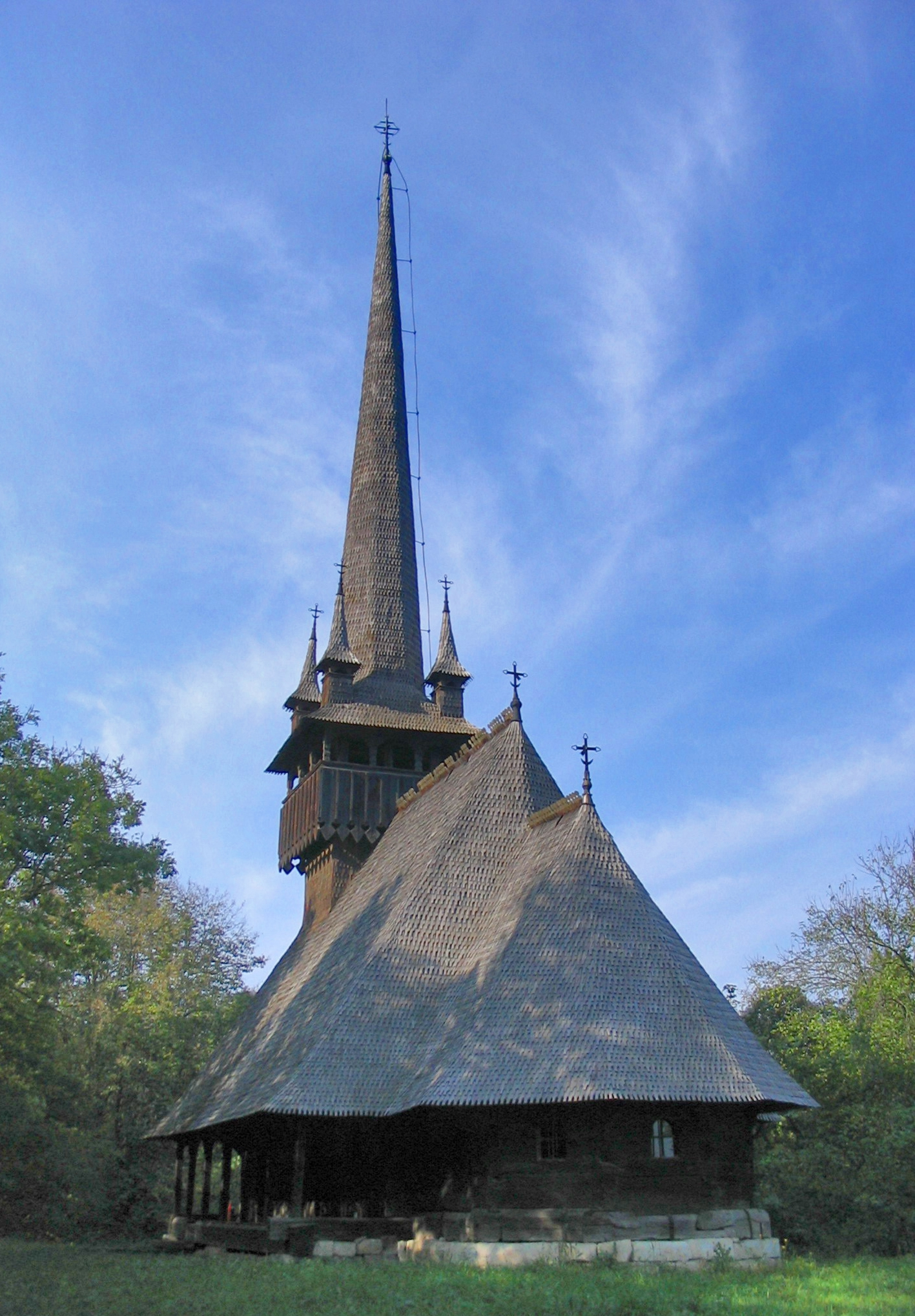
Biserica de lemn din Petrindu, foto 2008.

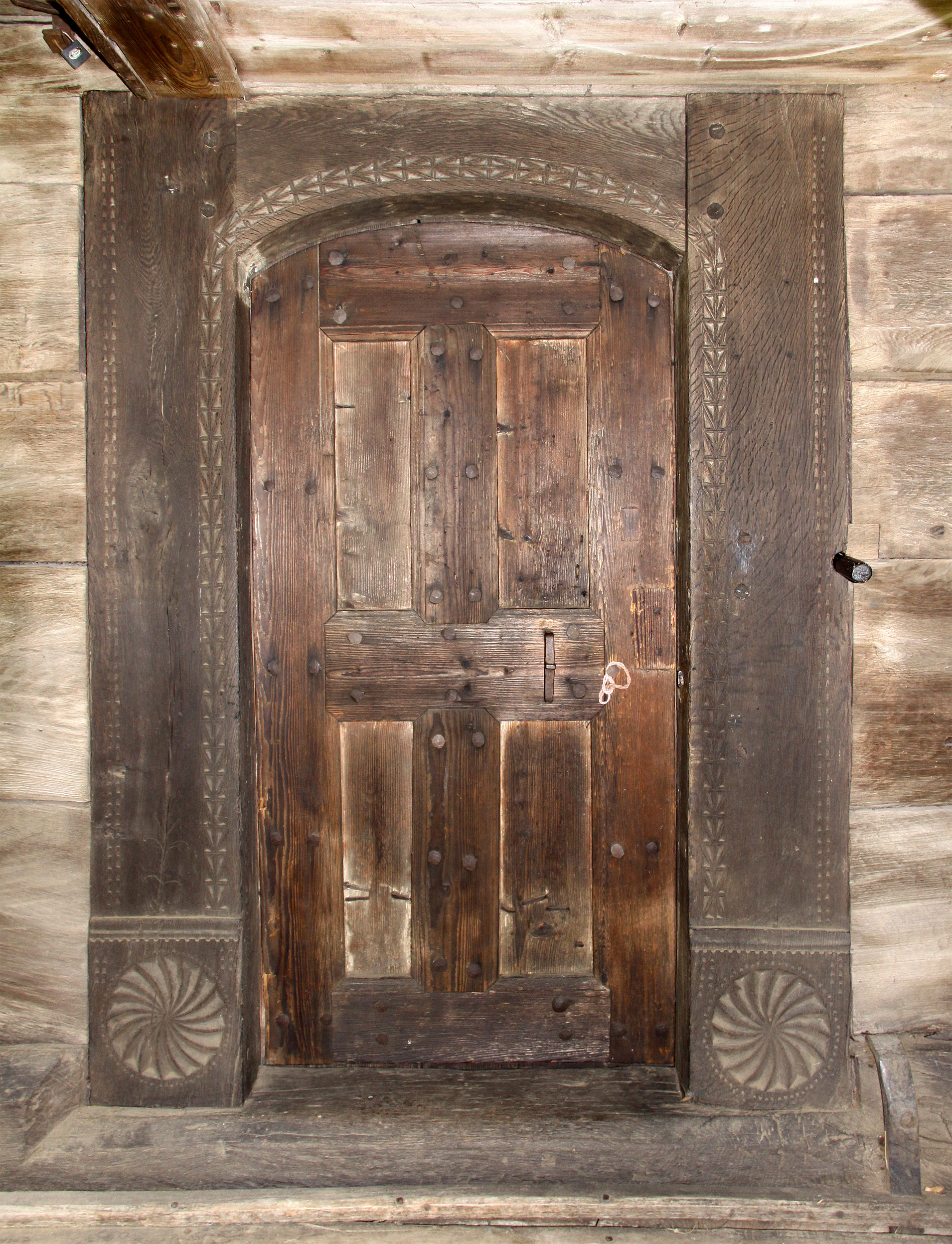
Portalul de la intrare, foto: 2009.

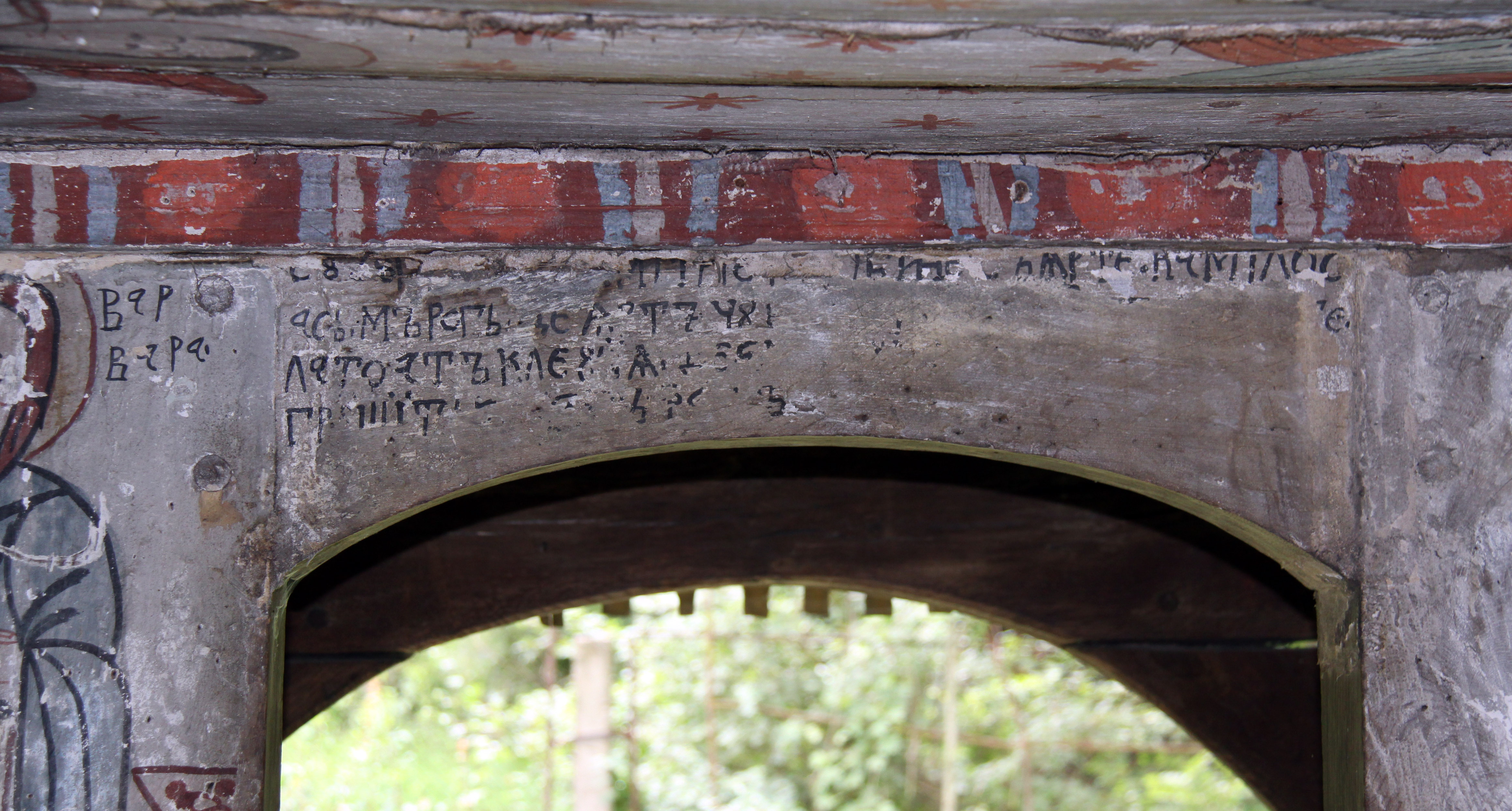
Pisania picturii de la 1835 semnată de zugravul Dimitrie Ispas pe dosul intrării în tindă, foto: 2009.

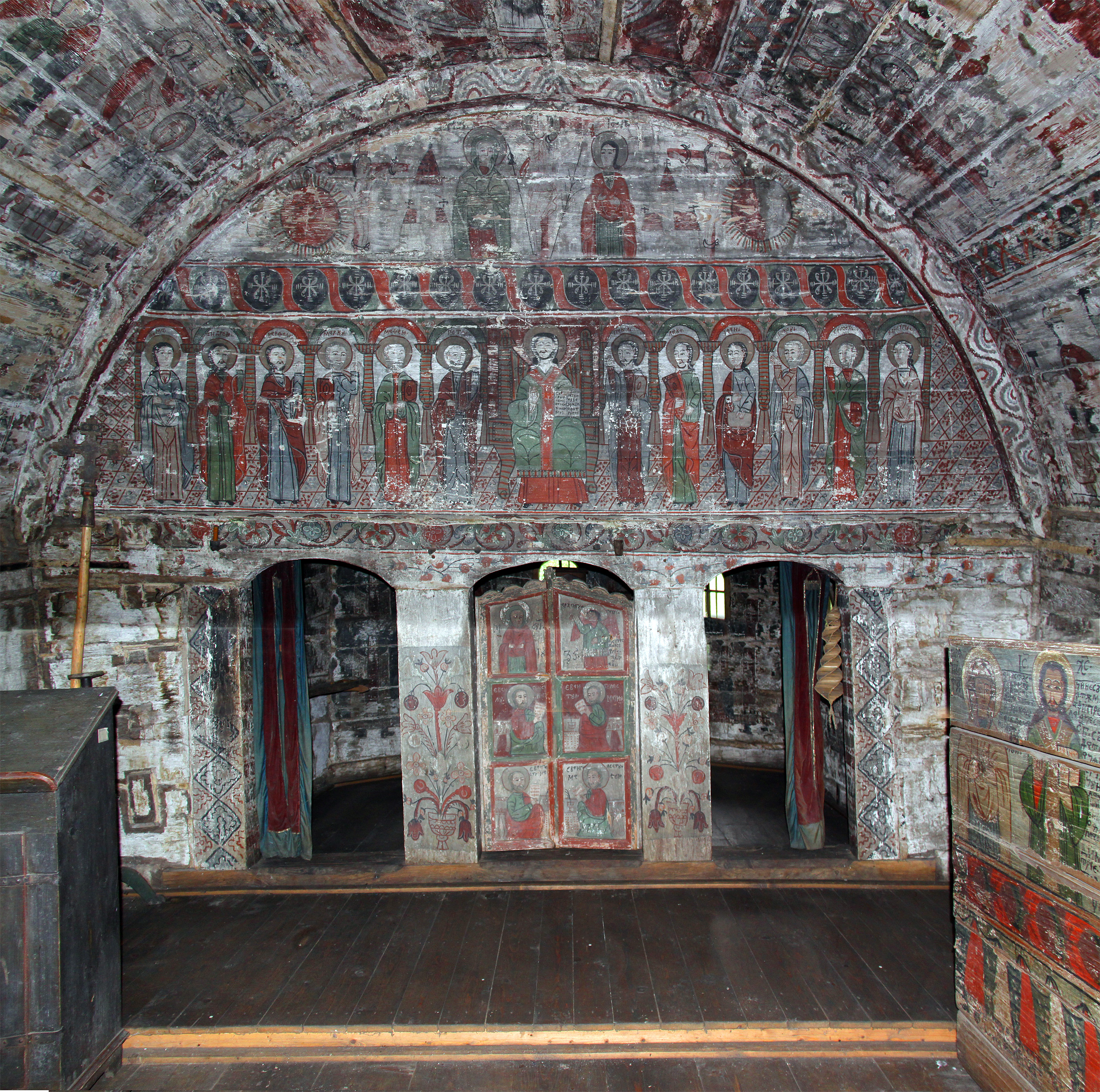
Iconostasul, foto: 2009.

Biserica de lemn din Petrindu din localitatea omonimă în județul Sălaj se găsește astăzi în Parcul Etnografic Național "Romulus Vuia" din Cluj-Napoca. Construcția eclezială este reprezentativă pentru bisericuțele de lemn iobăgești din nordului Transilvaniei ridicate în decursul secolului 18. În interiorul ei se păstrează o valoroasă pictură murală din 1835, semnată de Dimitrie Ispas de la Gilău, unul dintre cei mai cunoscuți zugravi ardeleni. Biserica se află pe noua listă a monumentelor istorice sub codul LMI: CJ-II-a-B-07461, ce cuprinde Muzeul Etnografic al Transilvaniei din Cluj-Napoca în ansamblul lui.

## Istoric
Biserica de lemn din Petrindu, vechi lăcaș de cult greco-catolic cu hramul Coborârea Spiritului (Duhului) Sfânt [Rusaliile], a fost ridicată în secolul 18, cel mai probabil în cea de a doua jumătate a sa. Datorită valoroasei picturi interioare bine păstrate de-a lungul timpului, biserica a fost transferată în Parcul Etnografic Național "Romulus Vuia" din Cluj-Napoca în anul 1965.
Pictura a fost executată în 1835 de unul dintre cei mai cunoscuți zugravi ardeleni, Dimitrie Ispas din Gilău. O primă pisanie se poate vedea pe dosul intrării, în tindă, care din cauza stării modeste de conservare se poate citi doar parțial. Cu ajutorul însemnărilor lui Atanasie Popa au fost reconstituite următoarele date: „Eu zug[ravul Di]mitrie I[sp]as mă rog de iartăciun[e] la toată clejia, de am greșit c[eva s]ă f[ac]ă bine să iarte ca milos[tivul Dumnezău să iert]e [și păcatele dumilor voastre. 1835 iulie 10]”. Peste intrarea în navă se poate citi fragmentul rămas după înălțarea golului ușii: „Această s. b. sau inceput a să zugrăvi ...”. Pe dosul aceleiași intrări, în naos, se pot citi următoarele: „Decean Toader și Mărie Boan, [Timift]e ... Iosip, Popa Gligor, Boșca Gheorghie, Mulduvan Ioan, Giurgi Onuț și sau zugrăvit prin ...”. Pictorul s-a semnat în fiecare pisanie însă timpul și schimbările i-au șters numele din aproape toate locurile. Într-un singur loc s-a păstrat nealterată semnătura lui, pe ușile împărătești, unde se poate citi însemnarea: „1835 Ispas Dimitrie zugrav”.
În interiorul bisericii se păstrează o strană din biserica de lemn din Someșu Rece, pictată de același zugrav la o dată necunoscută, pe a cărui față se pot citi următoarele: „Această strană o au plătit Duma Toader, ca să îi fie pomană la to[t neamul lui.] Cine să vor întâm[p]la a fi preuț la acestă s[ântă] b[eserică] să fie datori a ciare ertăciuni la acești omeni Teodor, Marie. Dimitrie Ispas ot Gilău.” Strana a fost adusă în această biserică deoarece pe ea apare locul de origine al pictorului zugrav, în localitatea Gilău, din apropierea Clujului.

## Imagini exterior

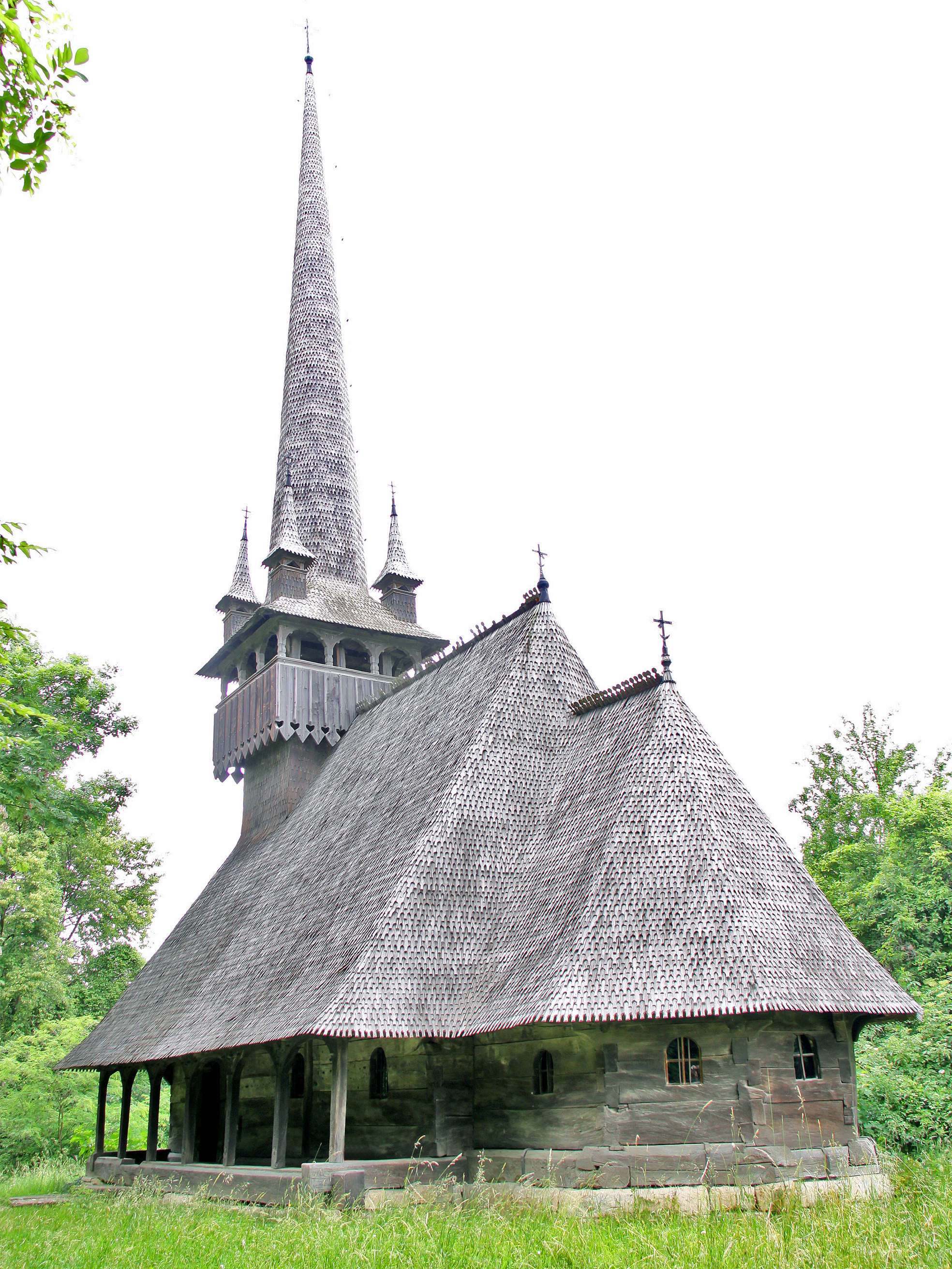
sud-est
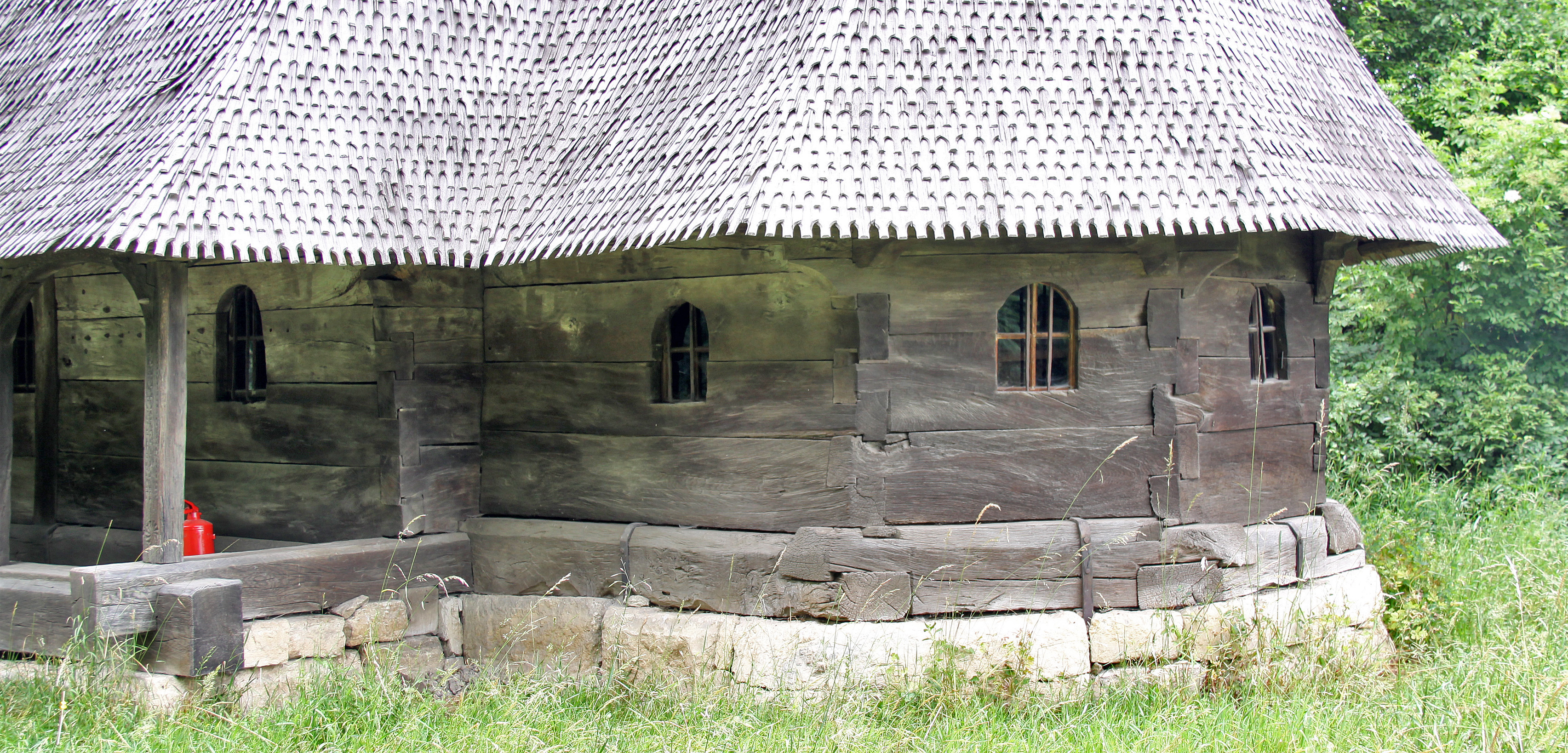
altarul, sud
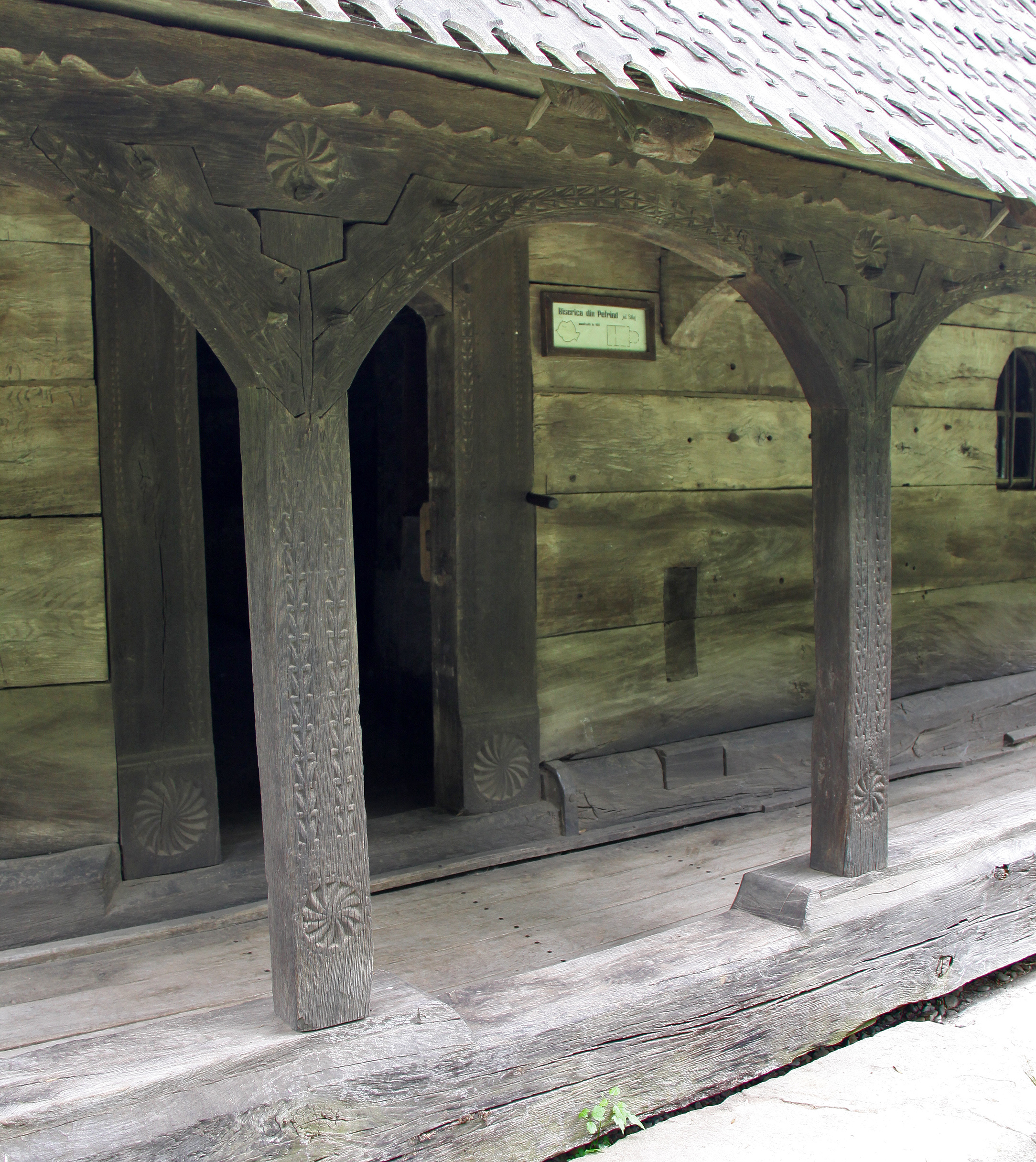
intrarea în tărnaț
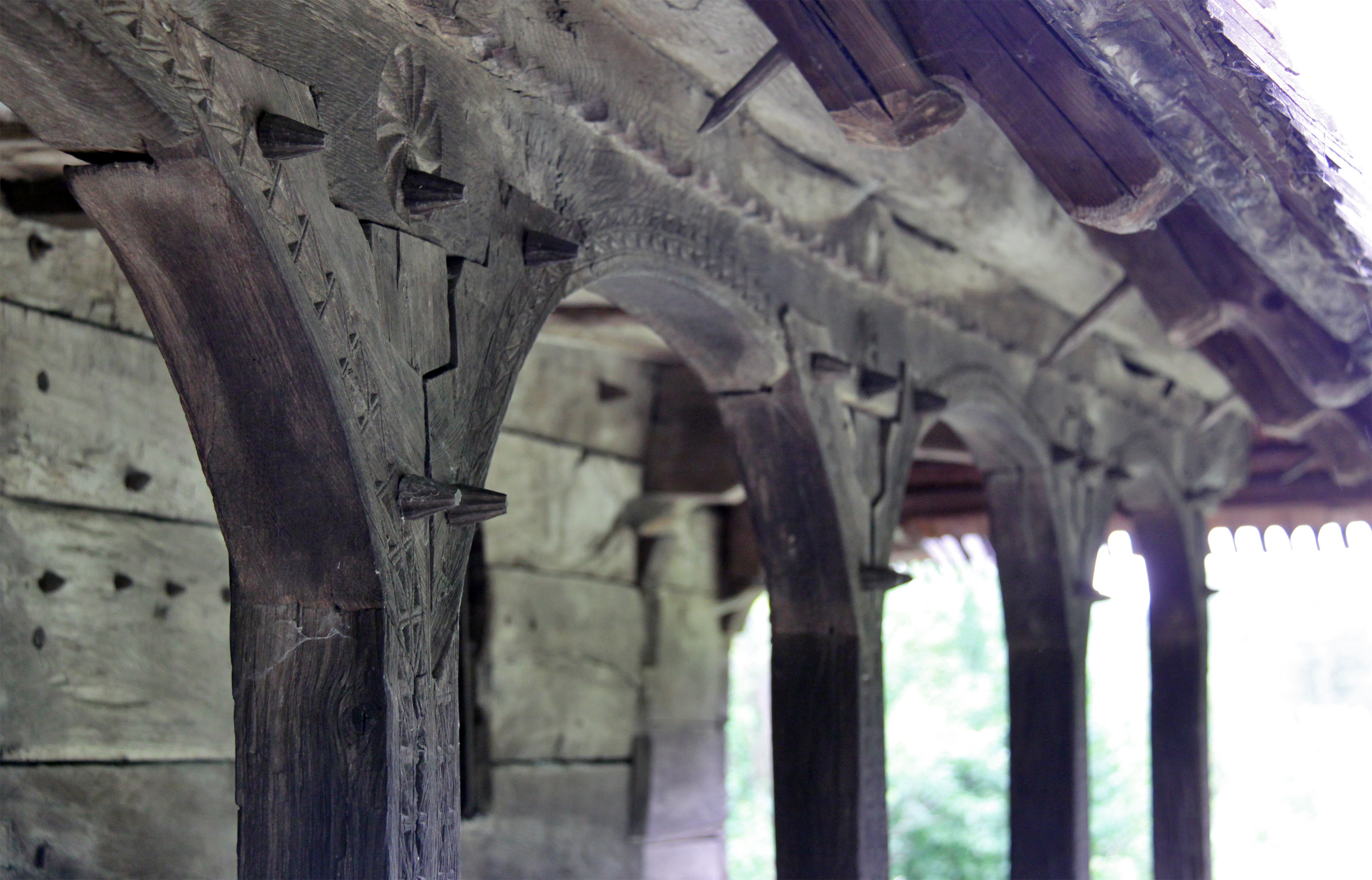
fruntarul
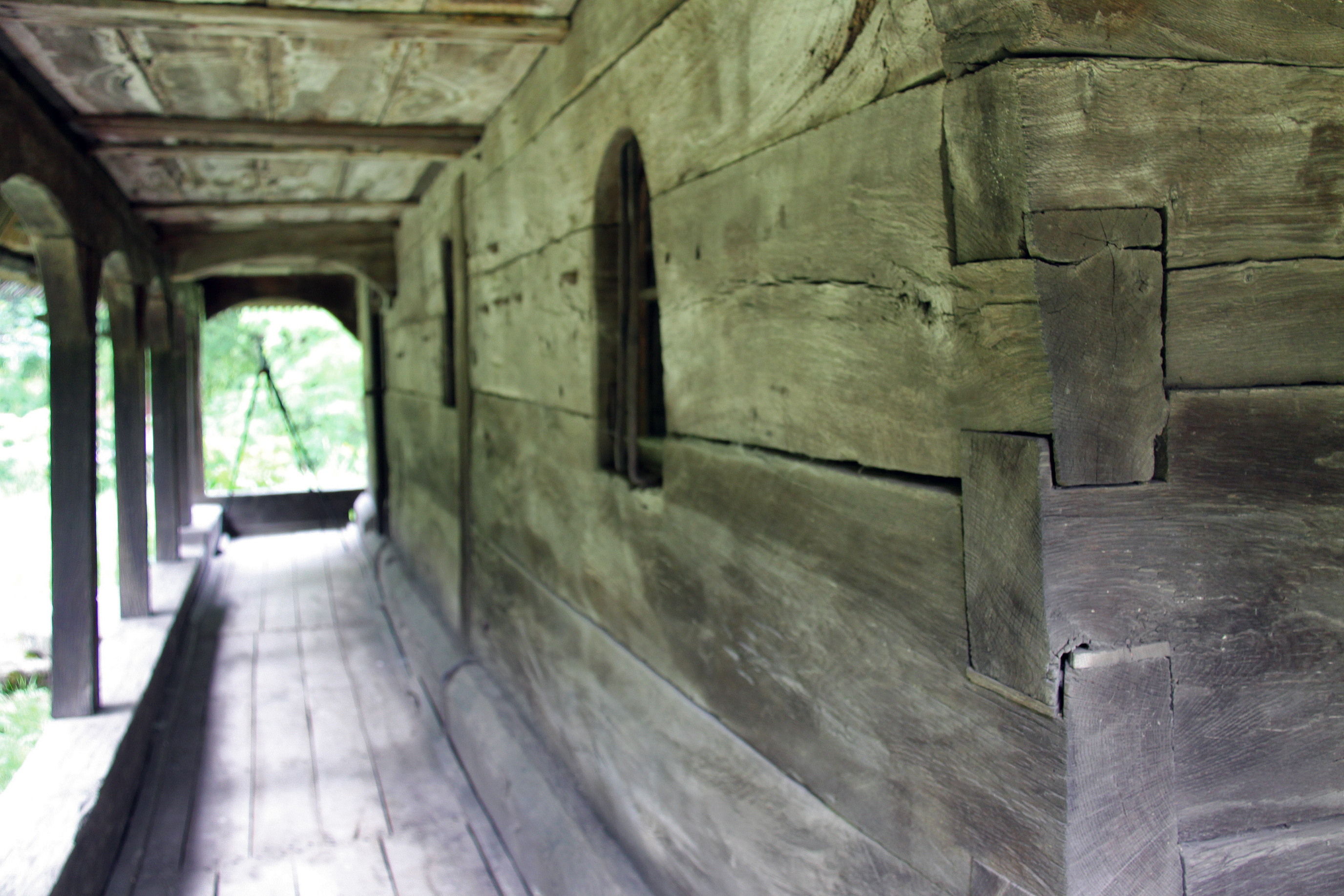
tărnațul și cheotori de colț

## Imagini interior

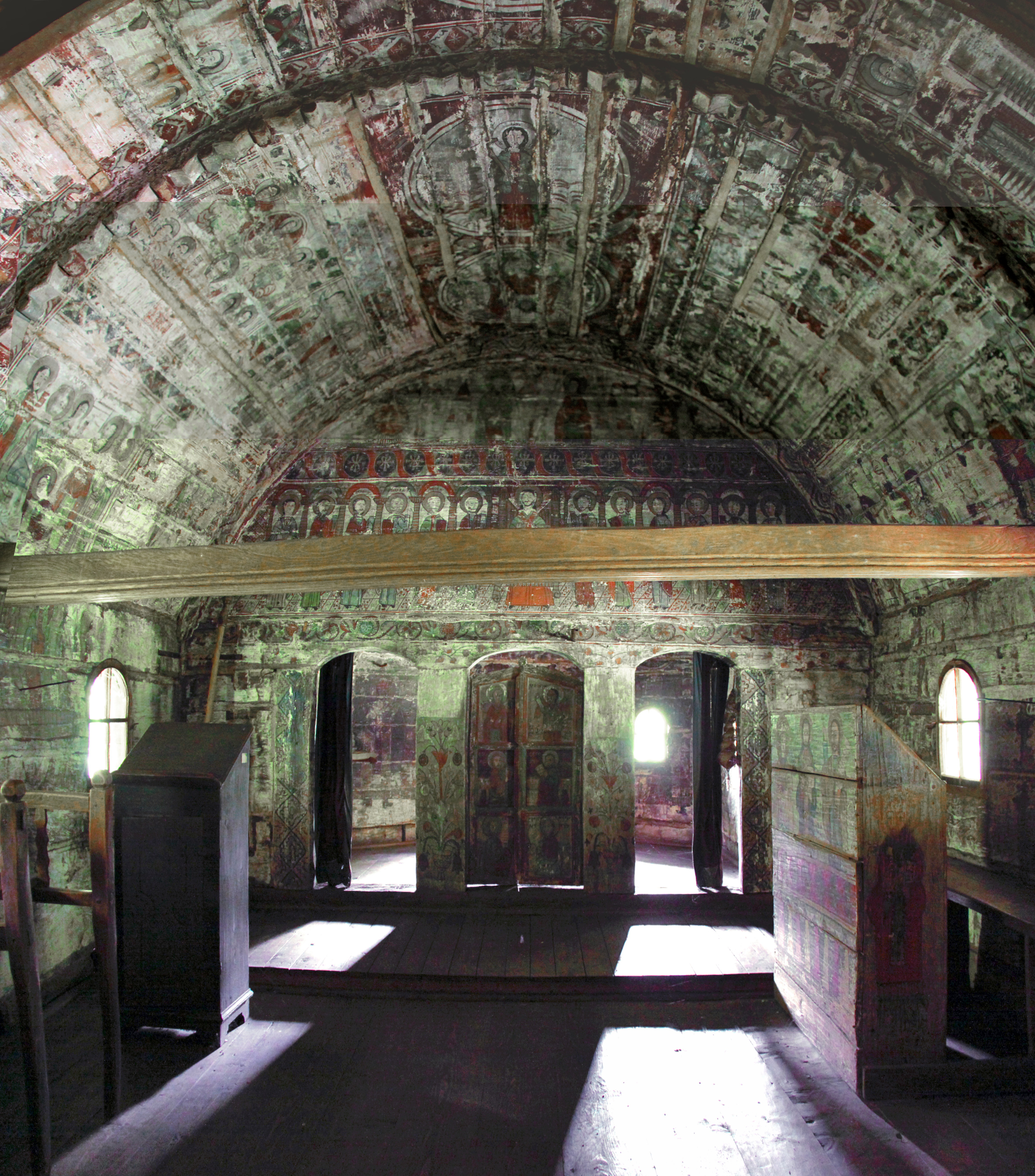
interiorul naosului
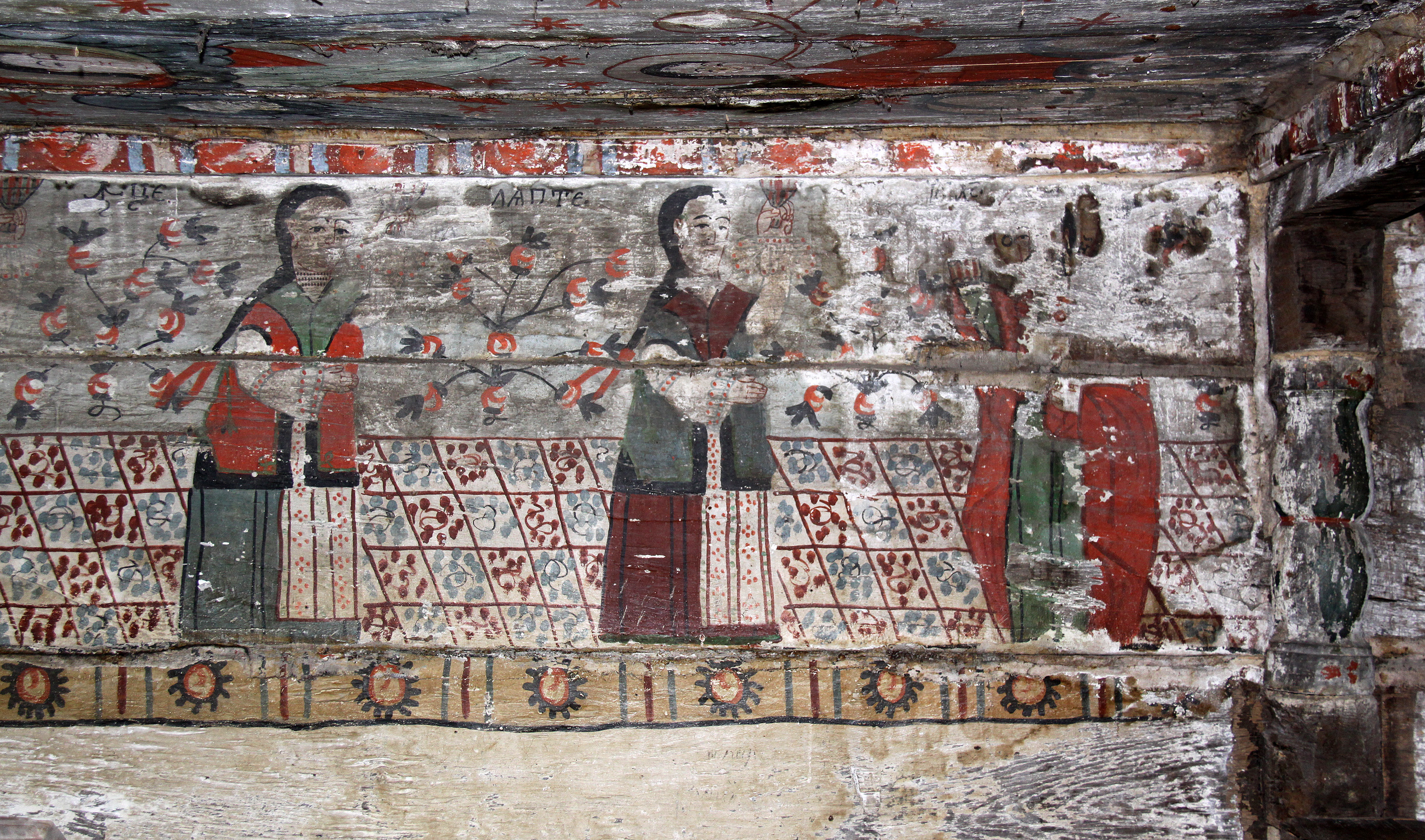
tindă, fete înțelepte în costume populare
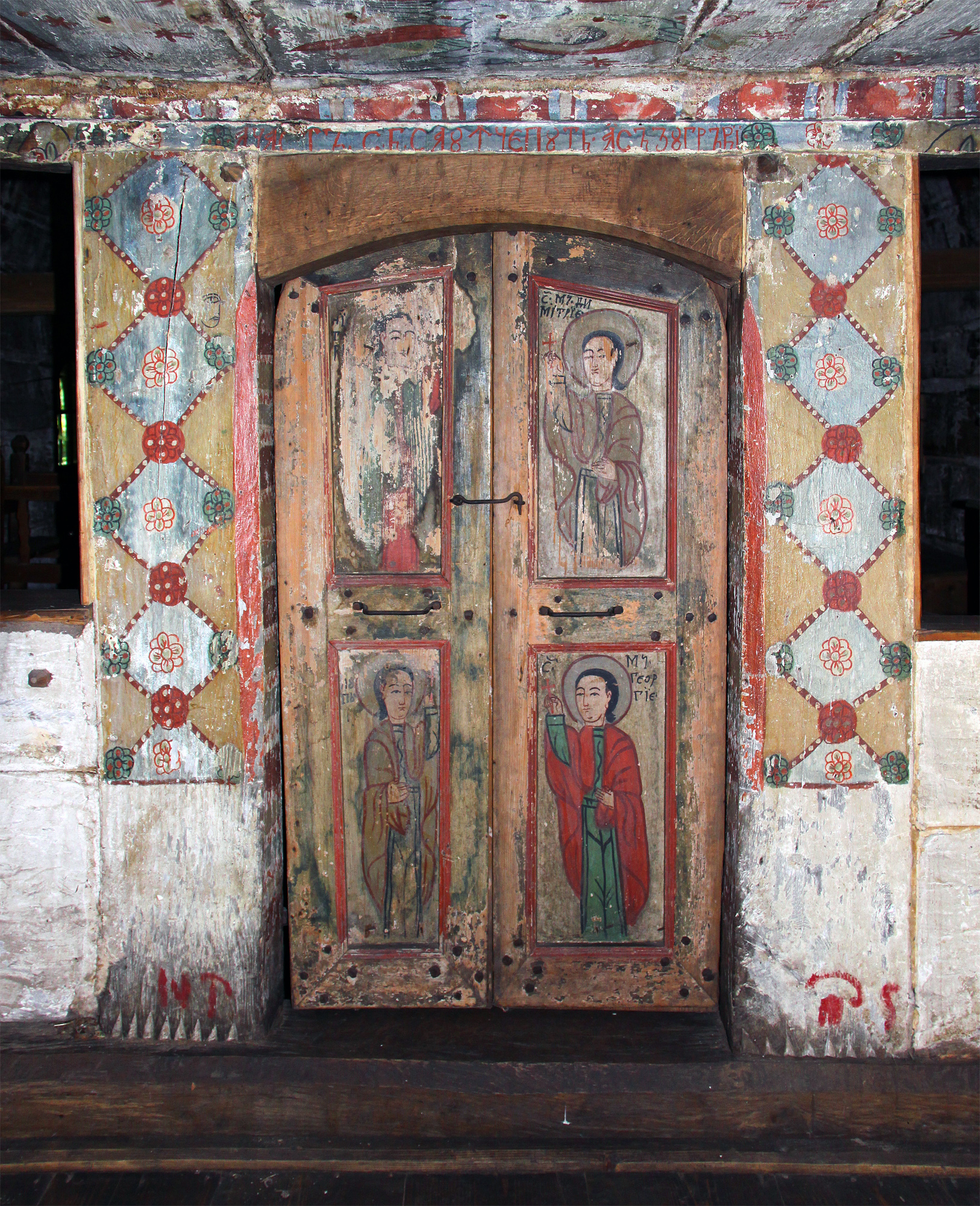
portal interior
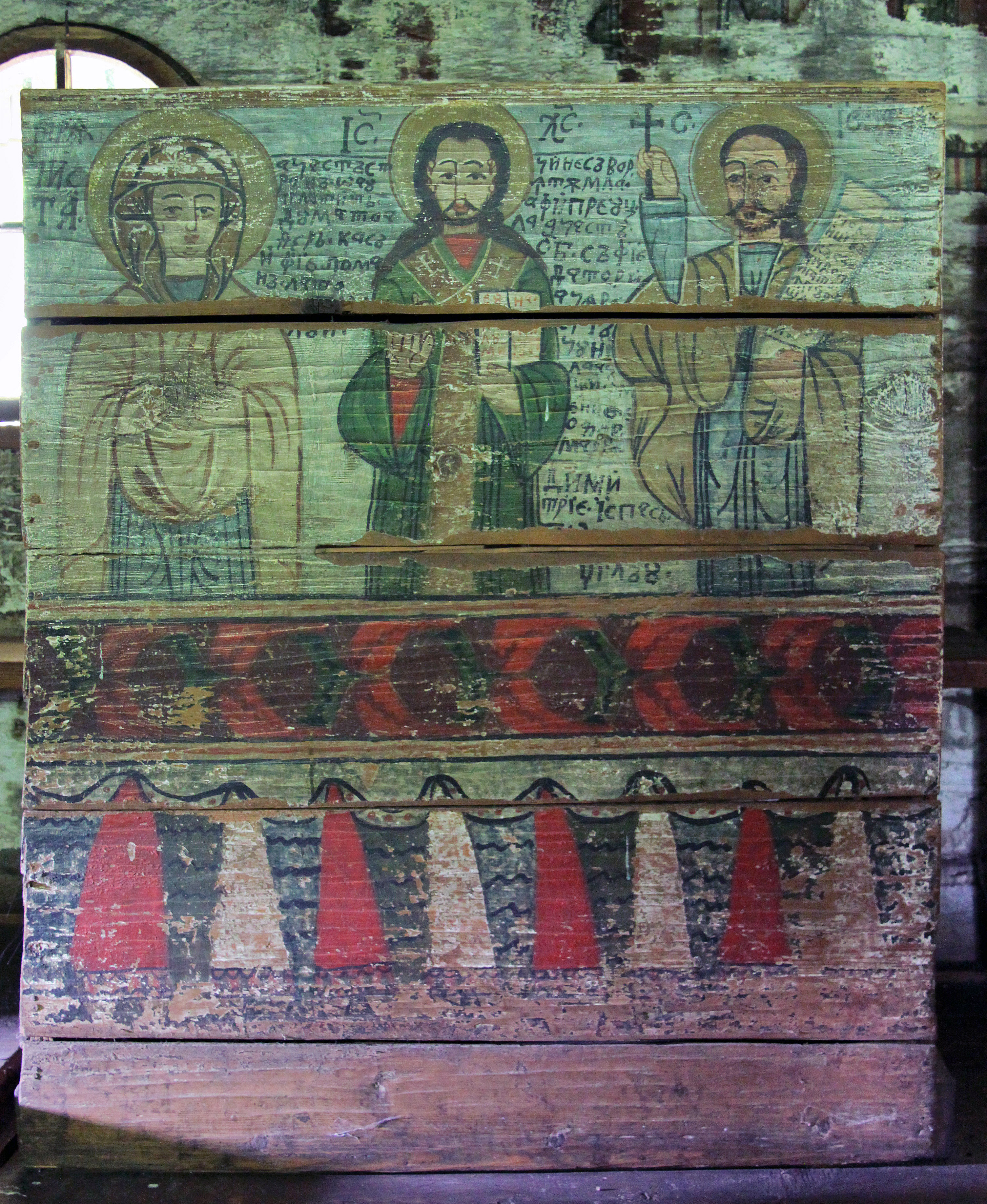
strana pictată, de la Someșu Rece
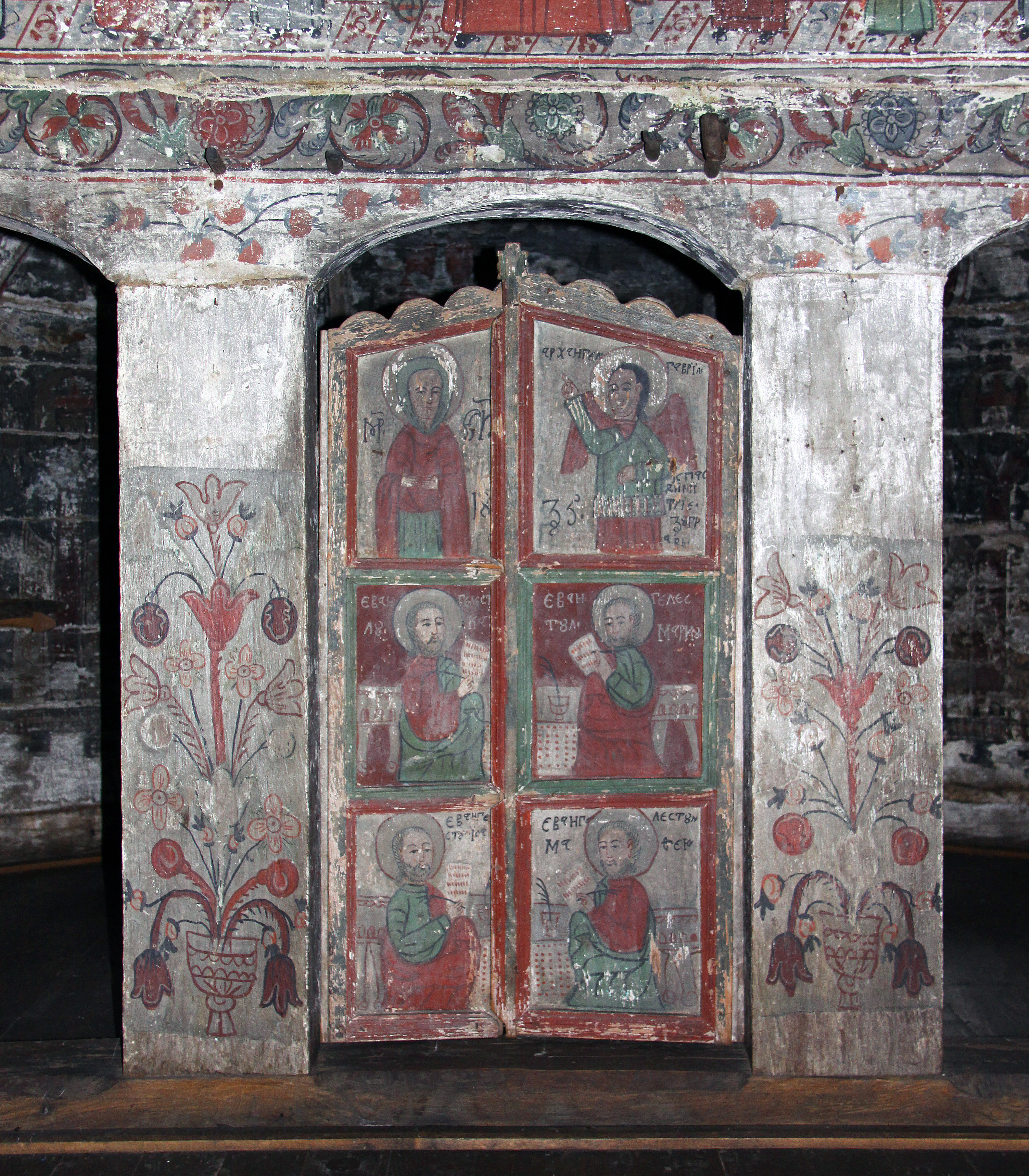
ușile împărătești
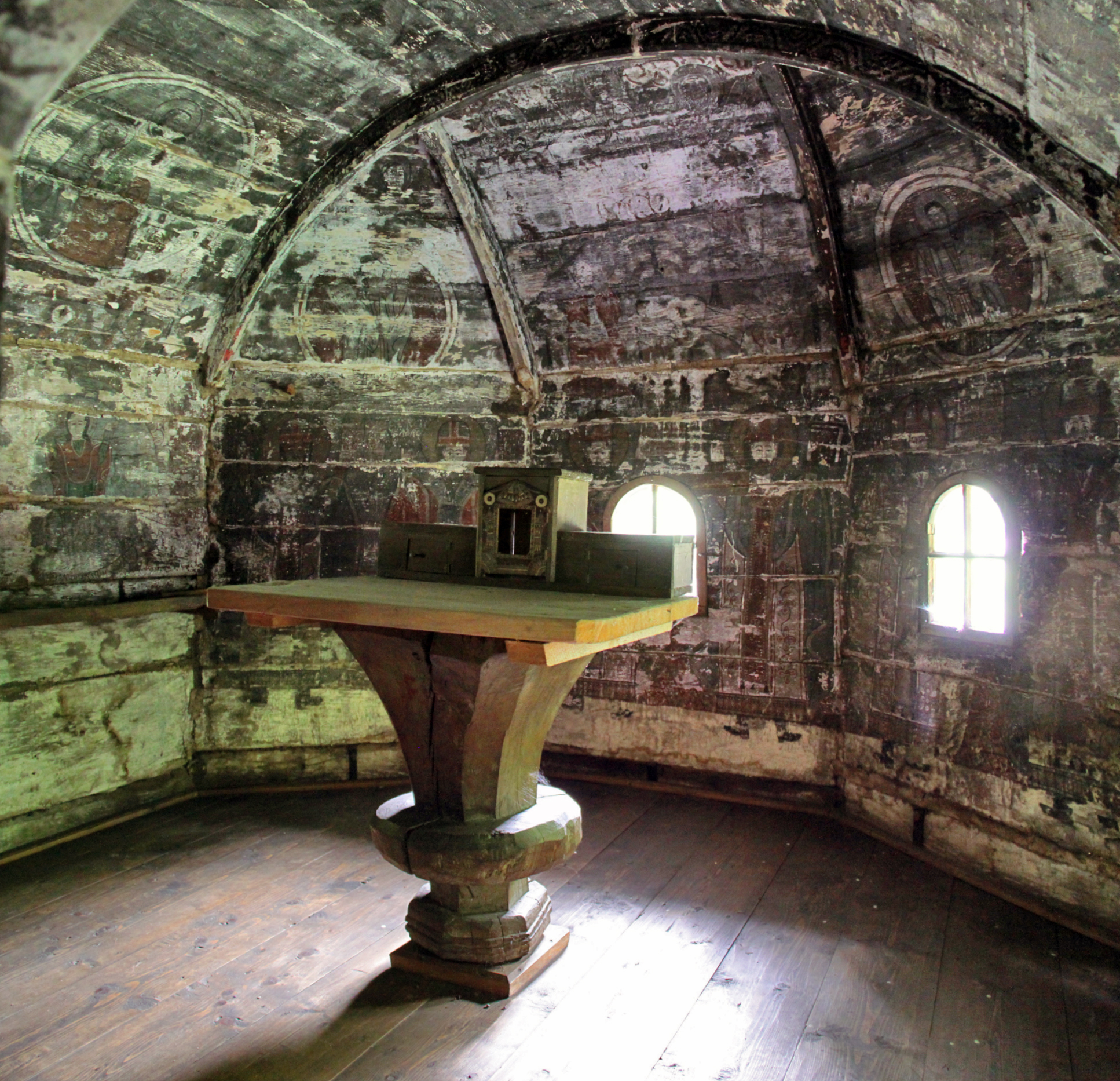
interior altar
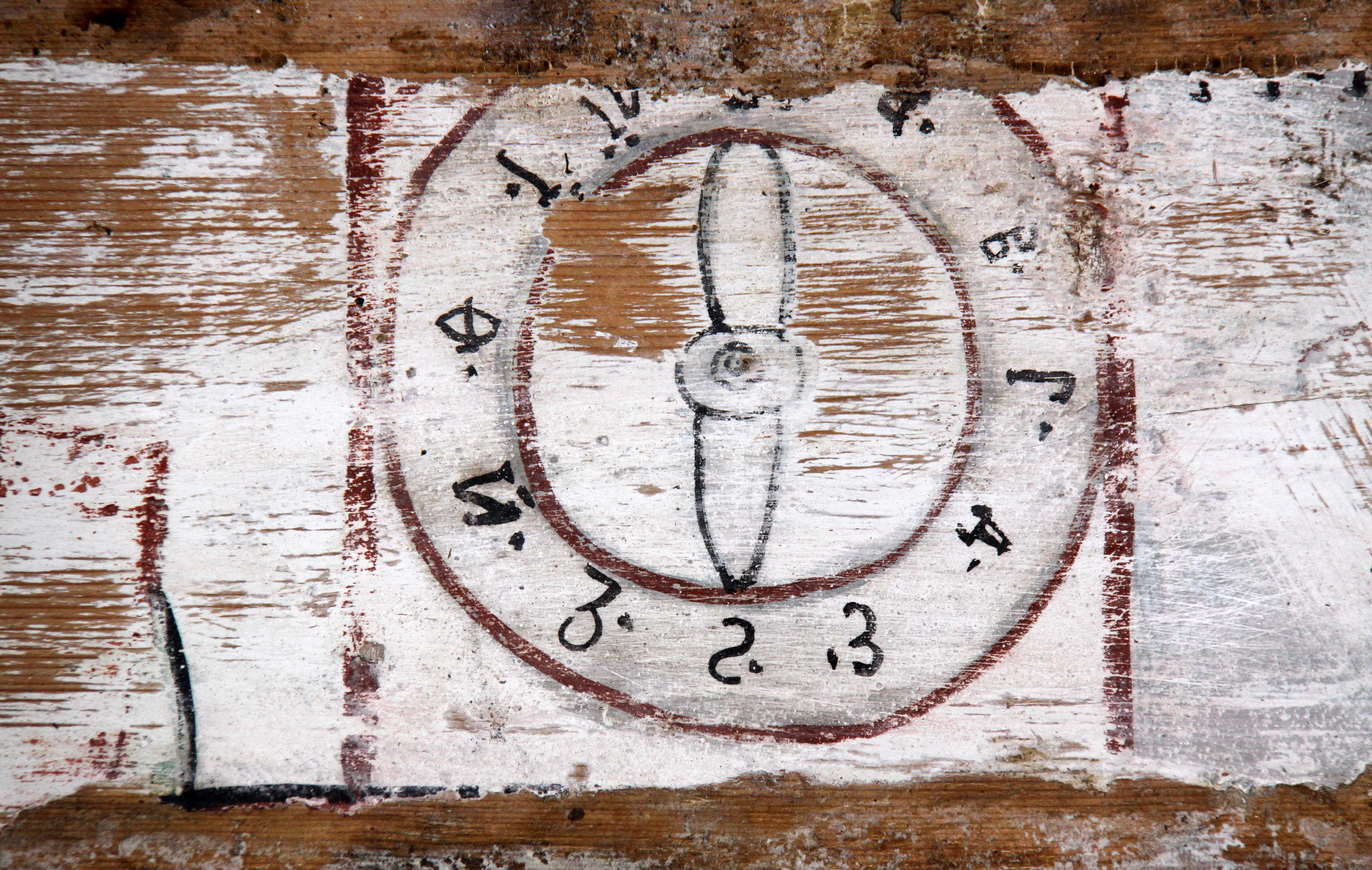
ceasul cu cifre chirilice
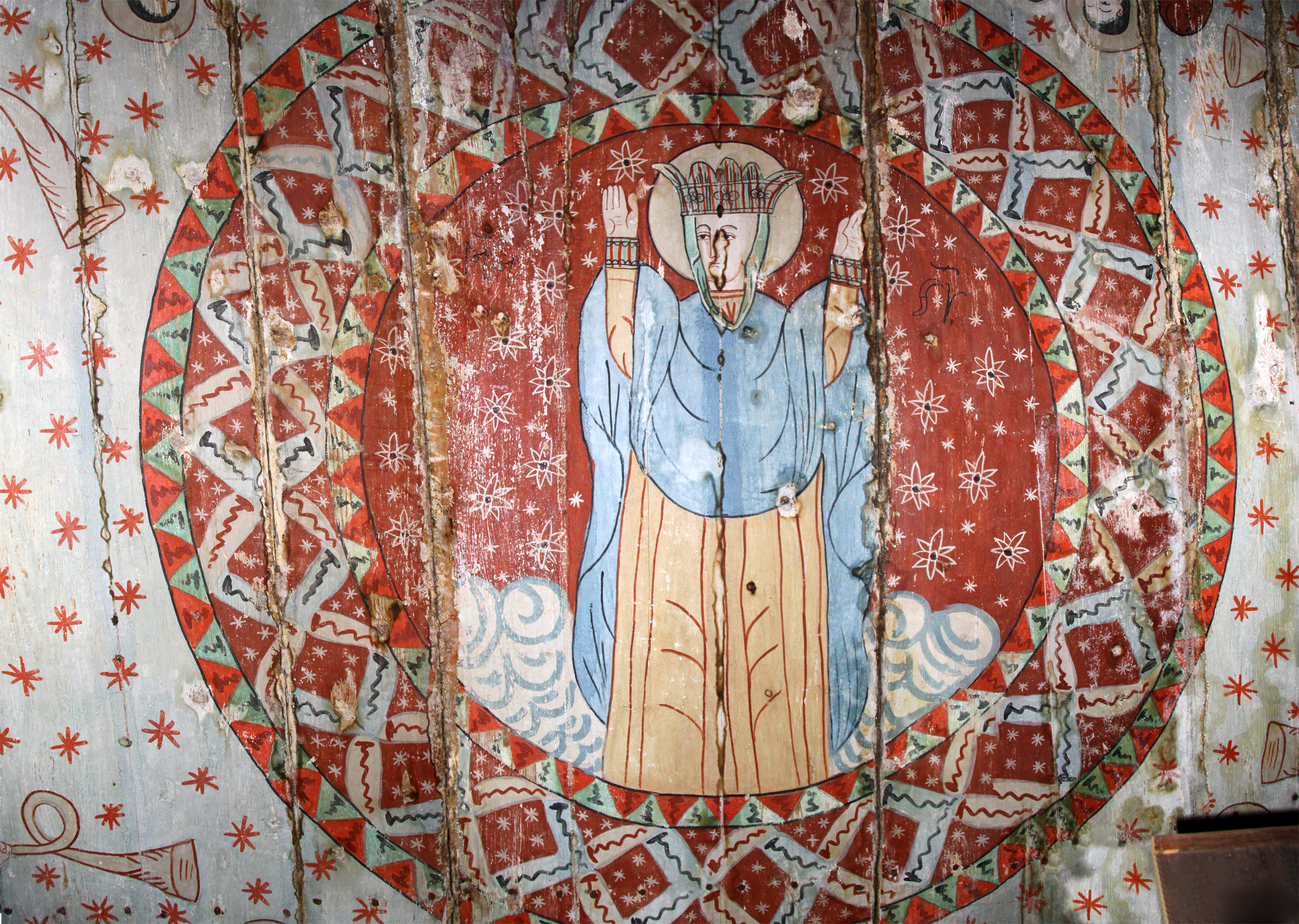
„Precista”, tavanul tindei
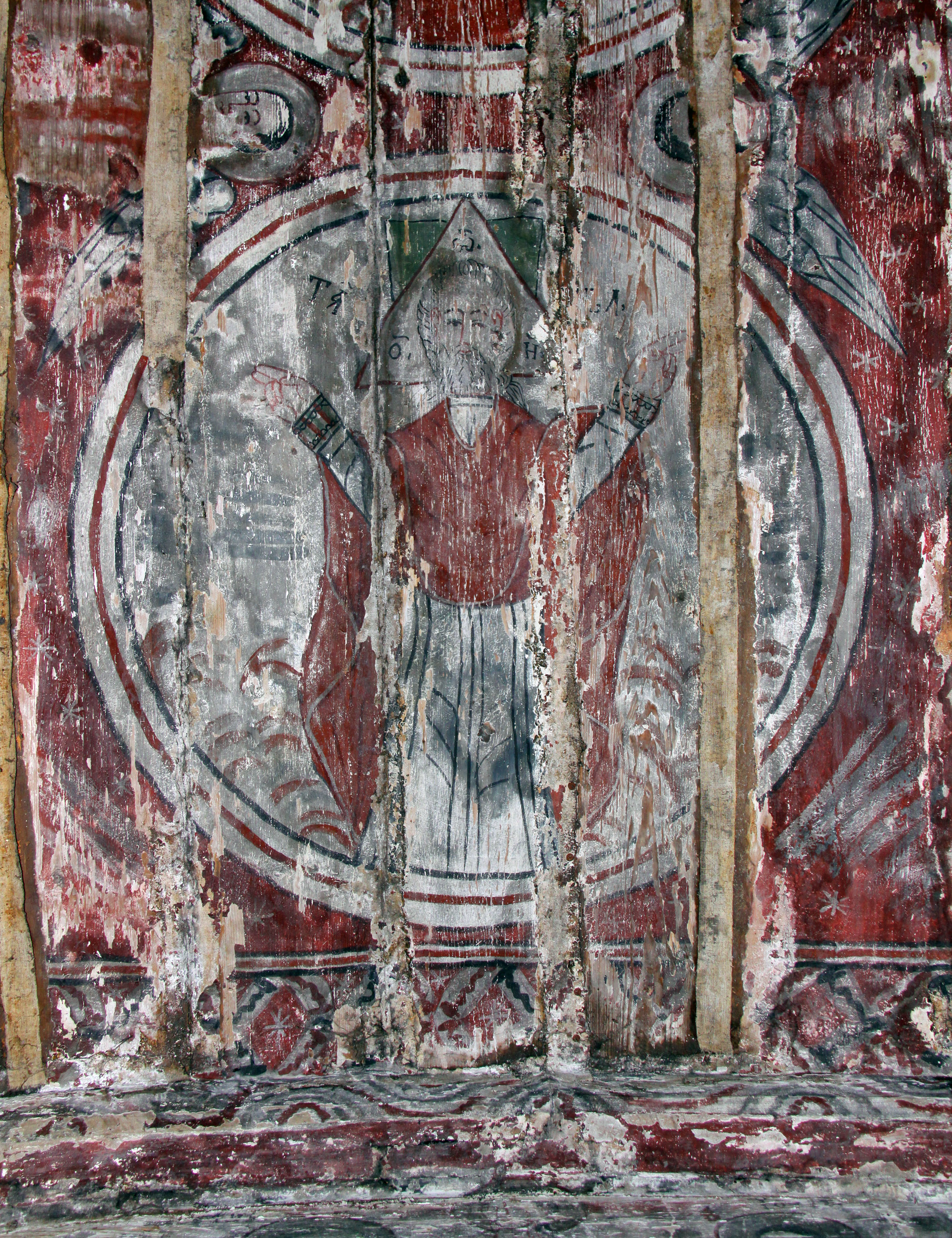
„Tatăl”, bolta naosului
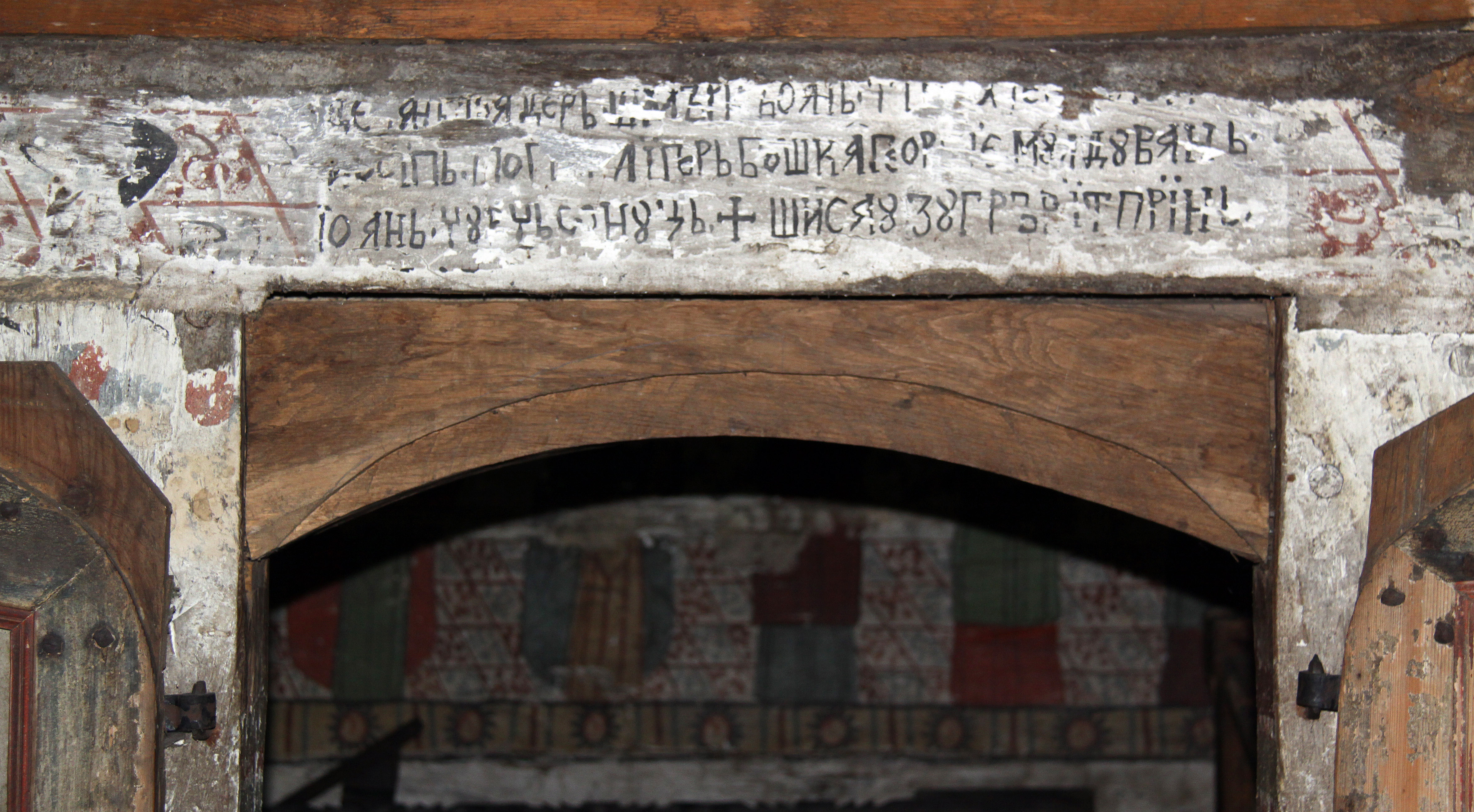
pisania din naos